# Petrus Lotichius Secundus

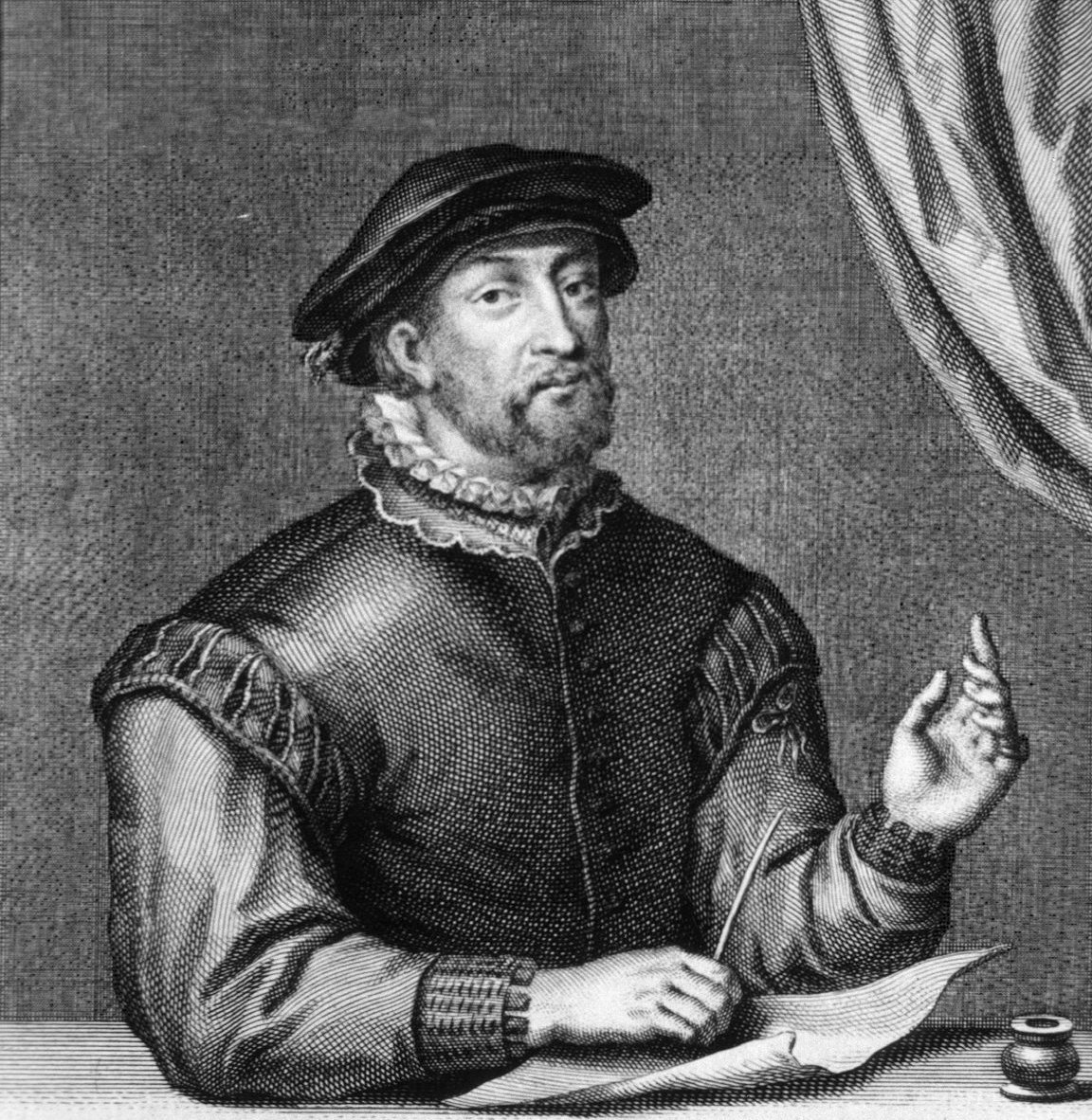
Gravure met de beeltenis van Petrus Lotichius Secundus

Petrus Lotichius Secundus (Schlüchtern, 2 november 1528 - Schlüchtern, 3 november 1560), oorspronkelijk Peter Lotz, was een Neolatijns dichter uit de zestiende eeuw.

## Leven
Lotichius werd geboren als de zoon van de agrariër Hans Lotz. Hij werd vernoemd naar zijn oom, de protestantse abt Peter Lotz uit Schlüchtern. Door zijn oom kreeg Lotichius de mogelijkheid om onderwijs te volgen, eerst bij het klooster van zijn oom. Zowel zijn oom als hij besloten de naam Petrus Lotichius aan te nemen en om geen verwarring over de naam te laten ontstaan werd de neef Petrus Lotichius Secundus ('de tweede') genoemd. 
In 1542 vertrok Lotichius naar Frankfurt am Main om bij de beroemde leraar en dichter Jacob Micyllus te gaan studeren. In het voorjaar van 1544 ging hij, op vijftienjarige leeftijd, naar Marburg om medicijnen te gaan studeren. Daar ontmoette hij zijn vriend Johannes Hagen, die na zijn dood een biografie over hem zou schrijven. In deze periode schreef Lotichius zijn eerste gedichten. In 1545 ging hij naar Wittenberg om bij Philipp Melanchthon verder te studeren.
Aan het eind van dat jaar brak echter de Schmalkaldische Oorlog uit, waardoor de universiteit gesloten werd. Lotichius vluchtte naar Maagdenburg om zich daar bij de protestantse strijdmachten aan te sluiten. De protestanten verloren echter en Lotichius schreef in deze periode veel gedichten over de oorlog. Hij werd ziek en ging weer terug naar Schlüchtern. Toen hij augustus 1547 weer naar Wittenberg wilde om zijn studie voort te zetten, was de universiteit vanwege de oorlog nog steeds gesloten. Daarom ging Lotichius naar Erfurt.
Pas in 1548 kon Lotichius weer terecht in Wittenberg, en in september verwierf hij de meestertitel. Hij bleef er tot 1550, maar verkreeg geen verdere titels. In de periode waarin hij in Wittenberg was, ontmoette hij zijn geliefde Claudia, aan wie hij gedichten gewijd heeft. 
Waarschijnlijk is hij in 1550 vertrokken naar Frankrijk omdat Claudia de relatie beëindigd heeft. In 1551 is in Parijs, waar hij op dat moment was, zijn eerste dichtbundel uitgegeven, Petri Lotichii Secundi Elegiarum Liber ('Het boek van de treurdichten van Petrus Lotichius Secundus'). Het gaat vooral over de oorlog. In september reisde hij door naar Montpellier om met zijn medicijnenstudie verder te gaan. Twee jaar later werd in Lyon zijn tweede bundel uitgegeven. Uit deze periode, waarin Lotichius veel reizen maakte, stammen de meeste gedichten over reizen. Daarna reisde hij met zijn studenten verder naar Avignon.
In de zomer van 1554 ging Lotichius, weer vergezeld door zijn leerlingen, naar Duitsland, maar na de zomer reisde hij door naar Italië, eerst naar Padua, maar daarna naar Bologna, waar hij zijn medicijnenstudie afrondde. In Bologna is zijn derde boek uitgegeven, Petri Lotichii Secundi Carminum Libellus ('Het boekje van de zangen'). In 1556 werd Lotichius echter vergiftigd met een soep die niet voor hem bedoeld was, en ging terug naar Schlüchtern. Daarna werd Lotichius, hoewel hij ziek bleef, professor in Heidelberg tot zijn overlijden op 3 november 1560.

## Publicaties
- 1551 Parijs: Petri Lotichii Secundi Elegiarum Liber. Eiusdem Carminum Libellus ad D. Danielem Stibarum Equitem Francum. Lutetiae ex Officina Vascosani, Via Iacobaea.
- 1553 Lyon: Petri Lotichii Elegiarum Liber II. Eiusdem Venatro. Lugduni apud Ioann. Tornaesium.
- 1556 Bologna: Petri Lotichii Secundi Carminum Libellus. Apud Anselmum Giaccarellum.
- 1561 Leipzig (post mortem): Poemata doctrinae, eruditione, virtute et sapientia praesantis viri Petri Lotichii Secundi, artis medicinae clarissimi doctoris, quae passim edita, hoc libello compraehensa sunt, et nunc primum ista forma expressa. Lipsiae. In officina Ernesti Voegelini. Anno M.D.LXI
- 1563 Leipzig (post mortem): Poemata Petri Lotichii Secundi Solitariensis. Lipsiae, in officina Voegeliana